# Partynia
Partynia – wieś w Polsce, położona w województwie podkarpackim, w powiecie mieleckim, w gminie Radomyśl Wielki.
| SIMC    | Nazwa      | Rodzaj     |
| ------- | ---------- | ---------- |
| 0828420 | Koło Szosy | część wsi  |
| 0828437 | Schabowiec | przysiółek |

W latach 1975–1998 miejscowość administracyjnie należała do województwa tarnowskiego.
Wierni Kościoła rzymskokatolickiego należą do parafii św. Mikołaja w Zgórsku w dekanacie Radomyśl Wielki. Wybudowana w 1976 r. kaplica w Partyni nosi wezwanie bł. Marii Teresy Ledóchowskiej.